# Tau Cygni
Tau Cygni (τ Cygni / 65 Cygni) es una estrella múltiple en la constelación del Cisne de magnitud aparente +3,74.
Se encuentra a 66,3 años luz del sistema solar.

## Componentes del sistema estelar
Aunque existen nueve posibles estrellas que pueden formar parte del sistema estelar —nombradas con letras desde la «A» hasta la «I»—, no todas ellas son verdaderas componentes del mismo.
El movimiento relativo de las llamadas Tau Cygni C, D y E respecto a la estrella principal, Tau Cygni A, indica que no son compañeras reales.
Probablemente el par Tau Cygni GH —a su vez una estrella binaria compuesta por dos enanas rojas— tampoco forme parte del sistema.

## Tau Cygni A
Tau Cygni A (GJ 9728 A / GJ 822.1 A) tiene magnitud aparente +3,84 y está catalogada como una subgigante blanco-amarilla de tipo espectral F2IV, aunque se ha sugerido que  todavía se encuentra dentro de la secuencia principal.
Con una temperatura efectiva bien conocida de 6660 K, su luminosidad es 8,4 veces mayor que la luminosidad solar.
Tiene un radio 2,2 veces más grande que el del Sol y su velocidad de rotación es de al menos 96 km/s, lo que conlleva un período de rotación inferior a 1,1 días.
Su masa es de 1,55 masas solares y posee una edad estimada de 2500 millones de años.
Es una variable Delta Scuti cuyo brillo varía 0,1 magnitudes.
El período de variación es incierto, pudiendo estar comprendido entre 2 y 3 horas, y además puede ser variable.

## Tau Cygni B
Tau Cygni B (GJ 9728 B / GJ 822.1 B), la segunda estrella más brillante del sistema, completa una órbita alrededor de Tau Cygni A cada 49,62 años.
La distancia entre ambas estrellas varía entre 14,1 y 19,8 UA debido a la excentricidad de la órbita; el último periastro —distancia mínima entre las dos componentes— tuvo lugar en enero de 1989.
El plano orbital se halla inclinado 46° respecto al plano del cielo.
Tau Cygni B es una enana amarilla de tipo G0V con magnitud aparente +6,44.
Tiene una temperatura superficial aproximada de 5700 K y es similar al Sol, aunque algo menos luminosa que este.

## Tau Cygni F
La tercera componente del sistema, denominada Tau Cygni F  (GJ 822.1 C / LHS 6374), tiene magnitud aparente +12,0.
Separada visualmente 90 segundos de arco de Tau Cygni A, la distancia real con ella es de al menos 1770 UA; ello implica que su período orbital en torno al par AB supera los 43.000 años.
Es una enana roja de tipo M2.5 cuya masa aproximada es de 0,4 masas solares.

## Tau Cygni I
Completa el sistema Tau Cygni I (2MASS J21153159+3804391), visualmente a 534 segundos de arco de Tau Cygni A.
De magnitud 16, a partir de su brillo se puede deducir que es una enana roja de tipo M8 de muy baja masa.
La distancia respecto al trío ABC es de al menos 10.800 UA y emplea más de 650.000 años en completar una órbita.